# Mampré Biberian
Mampré Biberian (n. 1894, Adapazar, Turcia – d. 1972, New York) a fost un teolog român, preot al comunității armene, care a îndeplinit temporar funcția de locțiitor de prelat al Episcopiei Armene din România (noiembrie 1942 - 28 noiembrie 1943).

## Biografie
Mampré Biberian s-a născut în anul 1894, în orașul Adapazar (Turcia), care fusese întemeiat cu 500 ani în urmă de către armeni. Familia Biberian a purtat inițial numele de Karabibergian și era stabilită de multe generații în Adapazar, având printre membrii săi mulți preoți la Biserica "Sfinții Arhangheli", una din cele patru biserici armene ale orașului. Tatăl lui Mampré era preotul Kevrope Biberian (1863-1915), parohul Bisericii "Sfinții Arhangheli" din Adapazar și a murit în cursul genocidului căruia i-au căzut victimă armenii din Turcia începând cu anul 1915.
Mampré Biberian a absolvit studiile elementare la Școala “Armenian” din orașul natal, după care a studiat la Liceul Central ("Ghentronagan") Armenesc din Constantinopol, pe care l-a absolvit în anul 1912. În anul următor, se înscrie la Facultatea de Medicină din Constantinopol, cu intenția de a deveni medic. În anul 1915 întreaga populație armeană din Adapazar a fost fie masacrată, fie deportată. Familia Biberian a fost la rândul ei deportată până în deșertul sirian, în localitatea Meskené de pe malul Eufratului, unde, în octombrie 1915, preotul Kevropé și preoteasa Evkiné, împreună cu doi copii de-ai lor au fost asasinați.
Aflat în mijlocul evenimentelor, Mampré Biberian nu mai poate rămâne la Constantinopol și nici să se întoarcă la Adapazar, astfel că el abandonează studiile medicale și se refugiază, împreună cu alți tineri armeni, la Odessa. Aici, intră în contact cu voluntarii armeni din România, și se înrolează și el în aceste detașamente care plecau pe frontul caucazian pentru apărarea patriei.
În perioada anilor 1915-1916 a ajuns în Armenia și face parte din grupul sanitar din Ecimiadzin care îngrijea soldații răniți și bolnavi armeni. După ocuparea Armeniei de către Rusia, Mampré Biberian s-a retras la București, împreună cu voluntarii armeni din România. Stă aici puțin timp, plecând în toamna anului 1916, în orașul Tiflis, apoi în anul 1918, se întoarce în Turcia și se stabilește la Constantinopol, unde lucrează ca ajutor de medic la Spitalul Surp Pârghici de lângă Patriarhia Armeană.
În anul 1920 Mampré Biberian ajunge la Paris și se înscrie la Facultatea de Medicină, intenționând să-și continuie studiile. Deși lucra în timpul zilei pentru a-și plăti taxele de studii, greutățile materiale îl fac să abandoneze din nou studiile și să se stabilească în anul 1922 în România.

## Preot al comunității armene din România
Stabilit în România, Mampré Biberian profesează diverse meserii pentru a se întreține și, în paralel, desfășoară o intensă activitate socială și culturala în cadrul comunității armene, fiind printre altele membru al Societății corale Komitas (1932-1936).
Se căsătorește în anul 1936 cu Hasmig Kalaygian, fiica directoarei școlii particulare armene din cartierul Moșilor, Pariz Kalaygian, și la scurt timp, li se naște o fată, pe numele de Adriné.
Ca urmare a cererii comunității armenești din Argentina adresată episcopului Husik Zohrabian de a-l hirotoni pe Mampré Biberian ca preot pentru biserica armeană din Buenos Aires, la data de 22 noiembrie 1936 în Catedrala Armeană din București acesta este hirotonit preot de către episcopul sus-amintit, urmând ca după petrecerea celor 40 de zile canonice să devină paroh al Bisericii "Sf. Grigore Luminătorul" din Buenos Aires.
Ca urmare a întârzierii apărute la primirea pașaportului și obținerea vizei de plecare în Argentina, preotul Mampré Biberian rămâne în România și slujește, pentru o scurtă perioadă, la biserica armeană din București. În toamna anului 1937 este numit paroh al Bisericii "Sf. Maria" din Chișinău. Acolo, el încearcă să trezească sentimentele armenești ale comunității ce-și pierduse limba și tradițiile. Organizează serbări culturale, baluri de binefacere în folosul nevoiașilor și al copiilor săraci, un cor bisericesc al tineretului etc.
Ca o recunoaștere a meritelor sale, prin gramote (kondak) patriarhale, catolicosul armean Khoren I Muratbeghian (1932-1938) l-a ridicat în anul 1938 la rangul de preot stavrofor, iar în anul 1941 primește dreptul de a purta crucea pectorală (lanceakhaci).
După anexarea Basarabiei de către URSS prin Pactul Ribbentrop-Molotov din 26 iunie 1940, pr. Biberian ajută la refugierea în București a mai multor familii de armeni, refugiindu-se și el în cele din urmă, împreună cu preoții Eremia Aprilian din Cetatea Albă și Papken Kevropian din Bălți.
După eliberarea Basarabiei de către armata română, la sfârșitul anului 1941, episcopul Husik Zohrabian îl trimite pe pr. Biberian pentru a cerceta situația comunității și a proprietăților armenești din Basarabia. Slujește de Crăciun în biserica din Chișinău și elaborează un raport detaliat cu situația proprietăților și a populației armene din ținuturile basarabene.
Se întoarce apoi în capitala României, unde este numit în funcția de preot-paroh al Catedralei armene "Sfinții Arhangheli Mihail și Gavriil" din București, unde va sluji timp de 23 de ani.
După decesul arhiepiscopului Husik Zohrabian la 23 octombrie 1942, Consiliul Eparhial al Eparhiei Armene îl numește, în ședința din noiembrie 1942 pe preotul stavrofor Mampré Biberian în funcția de locțiitor de prelat al Eparhiei Armene din România. Acesta va gira interimatul funcției până la 28 noiembrie 1943, când postul va fi ocupat de arhimandritul Vazken Balgian.
În toamna anului 1943 arhimandritul nou hirotonit, Vazken Balgian, a petrecut la Mănăstirea Hagigadar perioada de pregătire canonică, fiind instruit de către părintele Biberian, care a stat cu el la Suceava și l-a ajutat la învățarea și aprofundarea Liturghiei și regulilor Bisericii Armene.
În perioada celui de-al doilea război mondial, primejduindu-și libertatea și chiar viața, pr. Biberian a acordat asistență medicală, religioasă și materială celor circa 1.500 prizonieri  armeni din URSS, încarcerați în lagărele din Calafat, Timișoara și Slobozia. El i-a ajutat pe prizonierii armeni, prin intermediul donațiilor Consiliului Eparhial, cu alimente, îmbrăcăminte, bani și cărți.
Conform revistei armenilor din România, Ararat, pr. Biberian a fost inițiat la 9 februarie 1948 în loja masonică "Osiris nr. 6" din București.
Cu ocazia aniversării a 25 de ani de preoție, în noiembrie 1961, părintele Biberian primește din partea Patriarhului-Catolicos Vazken I un kondak de recunoștință pentru meritele aduse Bisericii și poporului armean.
În anul 1964, preotul Mampré Biberian emigrează, împreună cu familia în Statele Unite, unde slujește până la moarte ca preot la Catedrala "Sfântul Vartan" din New York, fiind de asemenea preotul comunității armenilor originari din România din New York și New Jersey.
Preotul Mampré Biberian a încetat din viață în anul 1972 în orașul New York.